# Swaenhof
Het Swaenhof is een monumentaal woonhuis te Riemst, gelegen aan de Geerestraat 1.
Oorspronkelijk stond in Riemst, tegenover de kerk, een kasteel van die naam, doch daarvan zijn geen resten overgebleven.
Het herenhuis stamt uit de 17e eeuw. Het is gebouwd in mergelsteen. In de eerste helft van de 19e eeuw werd het in laatclassicistische stijl verbouwd, waarbij onder meer een driehoekig fronton werd aangebracht. Achter het huis bevindt zich een met kasseien geplaveid erf. Er is een stal, een duifhuis en een bakhuis. Verder is er een dwarsschuur waar de vroeg-17e-eeuwse bouwtrant het best bewaard is.
Het gebouw is tegenwoordig gesplitst en één der delen is nog als boerderij in gebruik. Het bouwwerk is geklasseerd als monument.